# Radków (województwo lubelskie)
Radków – wieś w Polsce, położona w województwie lubelskim, w powiecie tomaszowskim, w gminie Telatyn.
| SIMC    | Nazwa    | Rodzaj    |
| ------- | -------- | --------- |
| 0901766 | Chmielna | część wsi |
| 0901772 | Dąbrowa  | część wsi |
| 0901789 | Sachalin | część wsi |
| 0901795 | Zastaw   | część wsi |

W latach 1975–1998 wieś położona była w województwie zamojskim.
Wieś jest sołectwem w gminie Telatyn. Według Narodowego Spisu Powszechnego z roku 2011 wieś liczyła 188 mieszkańców.
W trakcie powstania styczniowego odbyła się bitwa pod Radkowem między pułkiem polskiej piechoty a pułkiem carskiej kawalerii.
Wierni Kościoła rzymskokatolickiego należą do parafii św. Jana Chrzciciela w Rzeplinie.